# Валя-Маре (Севиршин, Арад)
Валя-Маре (рум. Valea Mare) — село у повіті Арад в Румунії. Входить до складу комуни Севиршин.
Село розташоване на відстані 348 км на північний захід від Бухареста, 73 км на схід від Арада, 136 км на південний захід від Клуж-Напоки, 82 км на схід від Тімішоари.

## Населення
За даними перепису населення 2002 року у селі проживали 244 особи, з них 237 осіб (97,1%) румунів. Рідною мовою 239 осіб (98,0%) назвали румунську.